# رياح الهيلم

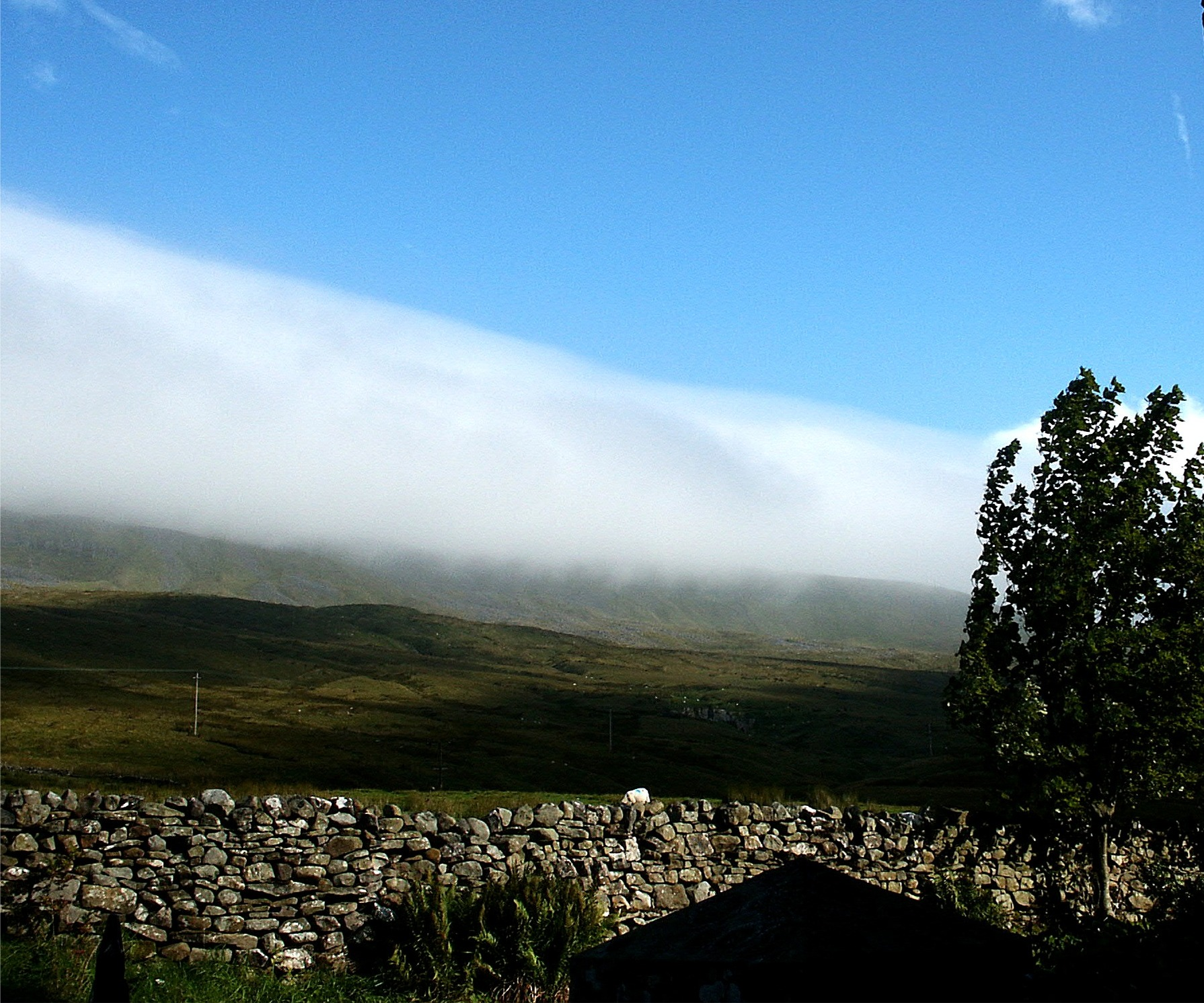

رياح الهيلم: هي رياح شرقية أو شمالية شرقية وتكون شديدة السرعة, تهب هذه الرياح منحدرة من على جبال البنينز الشمالية في إنكلترة إلى وادي إيدن , ويرافق هبوب هذه الرياح غيوم من نموذج الغيوم البيرقية تعرف بغيوم الهيلم.
المصدر: المعجم الجغرافي المناخي

## وصلات خارجية
- Helm-Wind نسخة محفوظة 8 ديسمبر 2010 على موقع واي باك مشين. article from Penny Magazine
- Images Of Cumbria - The Helm Wind (no actual images)
- A Helm Bar over Mallerstang Edge
- New Scientist Premium- Histories: When the helm wind blows - Histories
- Example of a Helm Bar taken from near Appleby in Westmorland on April 3rd 2007
- Helm Wind article on a website that specialises in "wind of the world".